# LOVE UNLIMITED∞
『LOVE UNLIMITED∞』（ラヴ・アンリミテッド）は、DREAMS COME TRUEの8枚目のアルバムである。
1996年4月1日にEpic/Sony Records（現・エピックレコードジャパン）からリリースされた。

## 概要
- 前作から約1年ぶりのオリジナルアルバム。
- 帯のキャッチコピーは、タイトル通り「愛に限界なし。」。
- DREAMS COME TRUE史上最も売れたシングル「LOVE LOVE LOVE」を収録。表記はないものの、シングルとは別バージョンになっており、CD-EXTRAのAUDIOモードでは、｢LOVE LOVE LOVE～ALBUM VERSION～と表記されている。このバージョンは、ベストアルバム『DREAMS COME TRUE GREATEST HITS "THE SOUL"』にも収録された。
- 日本国内盤のみCD-EXTRAにPVが2本収録されている。台湾・香港等で販売されていた現地盤には収録されていない。
- エピックレコードジャパンからのオリジナルアルバムとしては最後の作品となった。
- 主題歌を担当した映画『7月7日、晴れ』のサウンドトラックも同時発売された。
- このアルバムを携えて、コンサートツアー『DREAMS COME TRUE CONCERT TOUR '96 LOVE UNLIMITED∞』を開催した。ツアーが行われなかった前アルバム『DELICIOUS』の曲なども披露された。また、FUNK THE PEANUTSがゲスト出演し、「太陽にくちづけを！〜あたしたち、真夏のFUN・P〜」を披露。「史上最強の移動遊園地 ドリカムワンダーランド '95」に続き、センターステージとなった。

## チャート成績
- 自身最高の初週売上129.4万枚を記録。チャートTOP10内に10週間ランクインし、5作連続でダブルミリオンを達成した（オリコン調べ）。

## 収録曲
| 全作詞: 吉田美和、全編曲: 中村正人。 |                                 |           |                    |      |
| #                                    | タイトル                        | 作詞      | 作曲               | 時間 |
| 1.                                   | 「LOVE UNLIMITED」              | 吉田美和  | 吉田美和・中村正人 | 0:55 |
| 2.                                   | 「SWEET REVENGE」               | 吉田美和  | 中村正人           | 3:59 |
| 3.                                   | 「誓い」                        | 吉田美和  | 吉田美和           | 3:52 |
| 4.                                   | 「ROMANCE ～∞ VERSION」         | 吉田美和  | 中村正人           | 5:30 |
| 5.                                   | 「嵐が来る ～ALBUM VERSION」    | 吉田美和  | 中村正人           | 4:32 |
| 6.                                   | 「思い出は胸に秘めたまま」      | 吉田美和  | 西川隆宏・中村正人 | 4:00 |
| 7.                                   | 「モンキーガール 豪華客船の旅」 | 吉田美和  | 吉田美和           | 3:42 |
| 8.                                   | 「家へ帰ろ」                    | 吉田美和  | 中村正人           | 3:45 |
| 9.                                   | 「7月7日、晴れ」                | 吉田美和  | 中村正人           | 4:13 |
| 10.                                  | 「どうやって忘れよう?」         | 吉田美和  | 吉田美和・中村正人 | 3:55 |
| 11.                                  | 「LOVE LOVE LOVE」              | 吉田美和  | 中村正人           | 3:44 |
| 12.                                  | 「しあわせなからだ」            | 吉田美和  | 吉田美和           | 3:57 |
| 合計時間:                            | 合計時間:                       | 合計時間: | 46:04              |      |

| #  | タイトル                        | 作詞 | 作曲・編曲 |
| -- | ------------------------------- | ---- | ---------- |
| 1. | 「LOVE LOVE LOVE」(Music Video) |      |            |
| 2. | 「ROMANCE」(Music Video)        |      |            |
| 3. | 「DISCOGRAPHY」                 |      |            |
| 4. | 「AUDIO」                       |      |            |

## 楽曲解説
1. LOVE UNLIMITED
  - 前アルバム収録曲「サンキュ.」のコーラス部分が引き継がれている。
2. SWEET REVENGE
  - 曲間が前曲から繋がっている。ミュージックビデオが作られた（「そうだよ」のCD-EXTRA、「DO YOU REMEMBER 20 YEARS WITH DREAMS COME TRUE?」に収録）。
3. 誓い
4. ROMANCE ～∞ VERSION
  - 19thシングル。
  - 曲のアウトロに前アルバム収録曲「WEATHER FORECAST」のコーラスが使用されている。
  - 最後の「このROMANCEの海の底へ」のフレーズがシングルバージョンより多くなっている。
5. 嵐が来る ～ALBUM VERSION
  - 18thシングル。
  - シングルバージョンよりもイントロが長い。
6. 思い出は胸に秘めたまま
7. モンキーガール 豪華客船の旅
  - 「沈没船のモンキーガール」の続編であり、「モンキーガール」シリーズ第2作。ミュージックビデオが作られた（「そうだよ」のCD-EXTRA、「DO YOU REMEMBER 20 YEARS WITH DREAMS COME TRUE?」に収録）。
8. 家へ帰ろ
  - 19thシングル。
9. 7月7日、晴れ
  - 映画『7月7日、晴れ』主題歌。
  - ミュージックビデオが作られたが、商品化はされていない。
10. どうやって忘れよう?
11. LOVE LOVE LOVE
  - 18thシングル。
  - シングルバージョンよりもイントロが長い。
12. しあわせなからだ
  - 2016年7月7日に発売された裏ベストアルバム『DREAMS COME TRUE THE ウラBEST! 私だけのドリカム』には、ボーカルを再録し直したバージョンが収録される。

CD EXTRA
1. LOVE LOVE LOVE [Music Video]
2. ROMANCE [Music Video]
3. DISCOGRAPHY
  - DREAMS COME TRUEが過去にリリースしたアルバム、「DREAMS COME TRUE」「LOVE GOES ON...」「WONDER 3」 「MILLION KISSES」 「The Swinging Star」 「MAGIC」 「DELICIOUS」 に収録された全82曲を約15秒ずつ試聴することができる。
4. AUDIO
  - 収録曲を聴きながら、DREAMS COME TRUEの写真集がスライドショーとして再生することができる。

## ライブ映像
| #  | タイトル                    | 収録ライブ                                                           |
| -- | --------------------------- | -------------------------------------------------------------------- |
| 2  | SWEET REVENGE               | DREAMS COME TRUE 裏ドリワンダーランド 2012/2013                      |
| 2  | SWEET REVENGE               | 史上最強の移動遊園地 DREAMS COME TRUE WONDERLAND 2023                |
| 4  | ROMANCE                     | 史上最強の移動遊園地 DREAMS COME TRUE WONDERLAND 1999 ～冬の夢～     |
| 4  | ROMANCE                     | 20th Anniversary DREAMS COME TRUE CONCERT TOUR 2009 “ドリしてます？” |
| 4  | ROMANCE                     | DREAMS COME TRUE 裏ドリワンダーランド 2016                           |
| 5  | 嵐が来る                    | 史上最強の移動遊園地 DREAMS COME TRUE WONDERLAND 2003                |
| 5  | 嵐が来る                    | DREAMS COME TRUE 裏ドリワンダーランド 2012/2013                      |
| 7  | モンキーガール 豪華客船の旅 | DREAMS COME TRUE 裏ドリワンダーランド 2012/2013                      |
| 9  | ７月７日、晴れ              | 史上最強の移動遊園地 DREAMS COME TRUE WONDERLAND 1999 ～夏の夢～     |
| 9  | ７月７日、晴れ              | 史上最強の移動遊園地 DREAMS COME TRUE WONDERLAND 2019                |
| 10 | どうやって忘れよう？        | 史上最強の移動遊園地 DREAMS COME TRUE WONDERLAND 2003                |
| 10 | どうやって忘れよう？        | POCARI SWEAT 30th SPECIAL LIVE ドリ×ポカリ ～イキイキ！～            |
| 11 | LOVE LOVE LOVE              | 史上最強の移動遊園地 DREAMS COME TRUE WONDERLAND 1995                |
| 11 | LOVE LOVE LOVE              | 史上最強の移動遊園地 DREAMS COME TRUE WONDERLAND 1999 ～冬の夢～     |
| 11 | LOVE LOVE LOVE              | 史上最強の移動遊園地 DREAMS COME TRUE WONDERLAND 2003                |
| 11 | LOVE LOVE LOVE              | 史上最強の移動遊園地 DREAMS COME TRUE WONDERLAND 2007                |
| 11 | LOVE LOVE LOVE              | WINTER FANTASIA 2008 ～DCTgarden “THE LIVE!!!”                       |
| 11 | LOVE LOVE LOVE              | 史上最強の移動遊園地 DREAMS COME TRUE WONDERLAND 2011                |
| 11 | LOVE LOVE LOVE              | SPACE SHOWER TV “LIVE with YOU” ～DREAMS COME TRUE～                 |
| 11 | LOVE LOVE LOVE              | 史上最強の移動遊園地 DREAMS COME TRUE WONDERLAND 2015                |
| 11 | LOVE LOVE LOVE              | DREAMS COME TRUE CONCERT TOUR 2017/2018 - THE DREAM QUEST -          |
| 11 | LOVE LOVE LOVE              | 史上最強の移動遊園地 DREAMS COME TRUE WONDERLAND 2023                |
| 12 | しあわせなからだ            | 史上最強の移動遊園地 DREAMS COME TRUE WONDERLAND 1999 ～冬の夢～     |
| 12 | しあわせなからだ            | 20th Anniversary DREAMS COME TRUE CONCERT TOUR 2009 “ドリしてます？” |